# Батпаккольський сільський округ
Батпакко́льський сільський округ (каз. Батпақкөл ауылдық округі, рос. Батпаккольский сельский округ) — адміністративна одиниця у складі Мугалжарського району Актюбінської області Казахстану. Адміністративний центр — село Жагабулак.
Населення — 2131 особа (2021; 2681 у 2009, 2796 у 1999, 2841 у 1989).
Станом на 1989 рік існувала Бактиузенська сільська рада (села Жагабулак, Жаркемер, Кожасай, Сага) Мугоджарського району. 2023 року до складу округу було включено село Шенгельші (колишнє 30 літ Казахської РСР) Кумжарганського сільського округу.

## Склад
До складу округу входять такі населені пункти:
| Населений пункт | Колишні назви         | Населення, осіб (1989) | Населення, осіб (1999) | Населення, осіб (2009) | Населення, осіб (2021) |
| --------------- | --------------------- | ---------------------- | ---------------------- | ---------------------- | ---------------------- |
| Жагабулак, село | -                     | 1096                   | 1231                   | 1253                   | 1284                   |
| Жаркемер, село  | -                     | 241                    | 165                    | 133                    | 79                     |
| Кожасай, село   | -                     | 448                    | 362                    | 337                    | 274                    |
| Сага, село      | -                     | 644                    | 606                    | 545                    | 494                    |
| Шенгельші, село | 30 літ Казахської РСР | 412                    | 432                    | 413                    | 388                    |